# フランシス・ウルフ
フランシス・ウルフ（Francis Wolff、フランク・ウルフ、1907年4月6日ドイツベルリン生まれ - 1971年3月8日アメリカ合衆国ニューヨークにて没）は、レコード会社のエグゼキューティブ・オフィサー（※CEO）、写真家、レコード・プロデューサー。

## 来歴
ドイツで商業写真家になった後、1939年ウルフはアメリカへ渡った。同じ年、ニューヨークでは幼なじみのアルフレッド・ライオンがブルーノート・レコードを設立しており、ウルフはこの運営に参加した。ライオンが兵役に就いている間、ウルフはミルトン・ゲイブラー（ミルト・ゲイブラー）のコモドア・ミュージック・ストアで働き、ライオンが除隊するまで、ミルトンと一緒に、録音の蓄積があったブルーノート・レコードを維持した。
1967年にライオンが引退するまで、ウルフはブルーノート・レコードの財務の仕事に専念した。残してきた家族に会うためにライオンがドイツへ渡っているときだけ、レコーディング・セッションがあったら、そのプロデュースをした。ウルフの亡くなる前最後の4年間、ブルーノート・レコードはもはやインディペンデント・レーベル（独立系レーベル）ではなかった。ウルフは、プロダクションの責任を、ピアニストでアレンジャーのデューク・ピアソンと共有した。
アルフレッド・ライオンがブルーノート・レコードに関わっていた時代を通してずっと、ウルフはレコーディングやリハーサルの様子を写真に撮り続けた。撮った写真は、宣伝・広告や、LPのジャケットに使われた。CDのリイシュー（再発）盤のパンフレットにも使われている。下記に挙げる2つの写真集には、ウルフが30年以上に渡って撮り続けた何千枚もの写真が収められている。

## 写真集
- 『The Blue Note Years: The Jazz Photography of Francis Wolff』 Michael Cuscuna Charlie Lourie 2005 ハードカバー ISBN 0-8478-1912-4
- 『Blue Note The Jazz Photography of Francis Wolff』 Michael Cuscuna Charlie Lourie 2000 ペーパーバック ISBN 0-7893-0493-7